# Salomonengraben

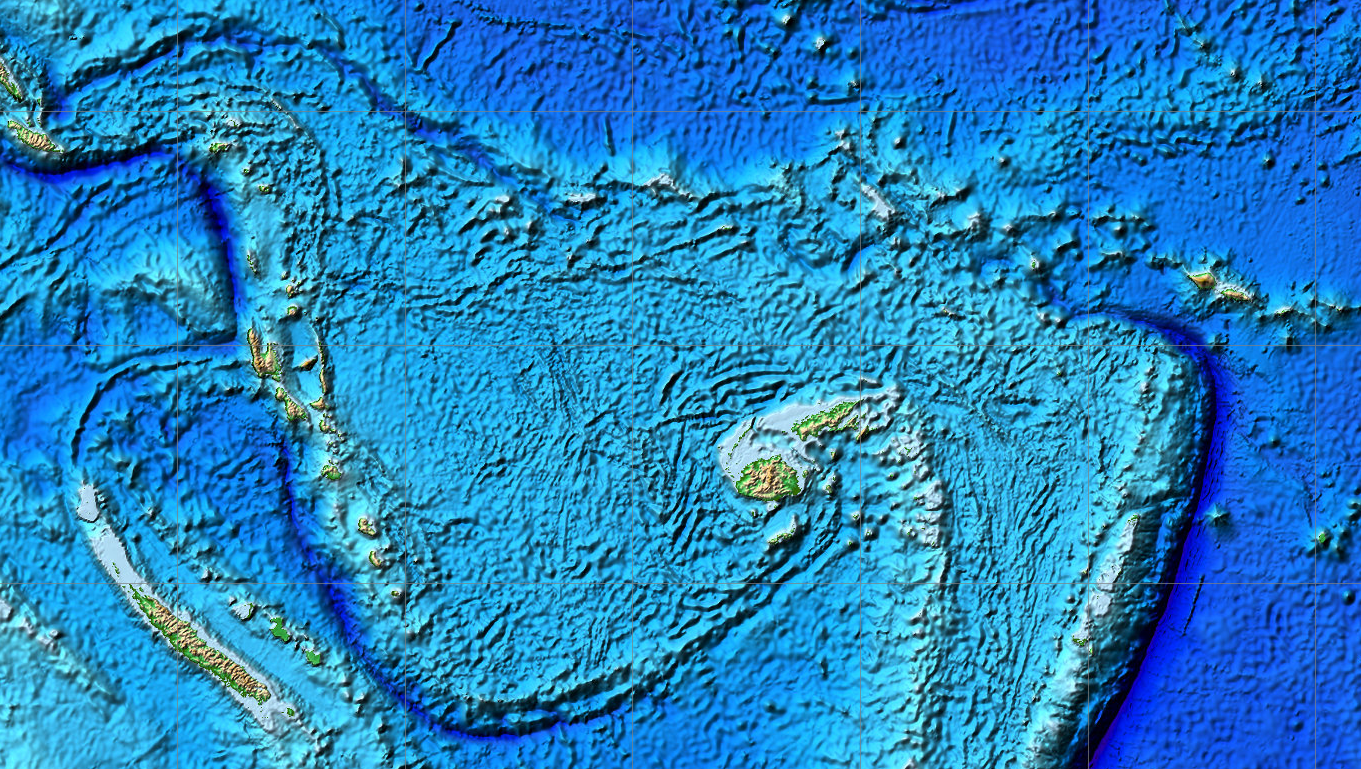
In der linken, oberen Bildecke, der von Westen nach Osten verlaufende San-Cristobal-Graben und rechtwinklig dazu, der von Nord nach Süd verlaufende Santa-Cruz-Graben

Der Salomonengraben (auch Santa-Cruz-Graben genannt) ist eine bis 9142 m tiefe und 400 km lange Tiefseerinne im südwestlichen Teil des Pazifischen Ozeans (Pazifik).

## Geographische Lage
Der Salomonengraben befindet sich ungefähr zwischen den Santa-Cruz-Inseln im Nordosten, Vanuatu im Südosten, dem Korallenmeer im Südwesten und Makira im Nordwesten. Er liegt etwa zwischen 11 und 14° südlicher Breite sowie 165 und 167° östlicher Länge.

## Geologie
Der Salomonengraben bildet einen Teil der tief eingeschnittenen Nahtstelle von Australischer Platte im Südwesten und Pazifischer Platte im Nordosten. Er besteht aus zwei Teilgebieten, die in der Literatur teilweise unterschiedlich bezeichnet werden: Der nordwestliche Abschnitt wird als San-Cristobal-Graben, aber auch als Salomonengraben bezeichnet. Am 27. November 2021 erreichte der Texaner Victor Vescovo mit seinem Tiefsee-Tauchboot Limiting Factor als erster Mensch in 8483 m Tiefe die tiefste Stelle des San-Cristobal-Grabens.

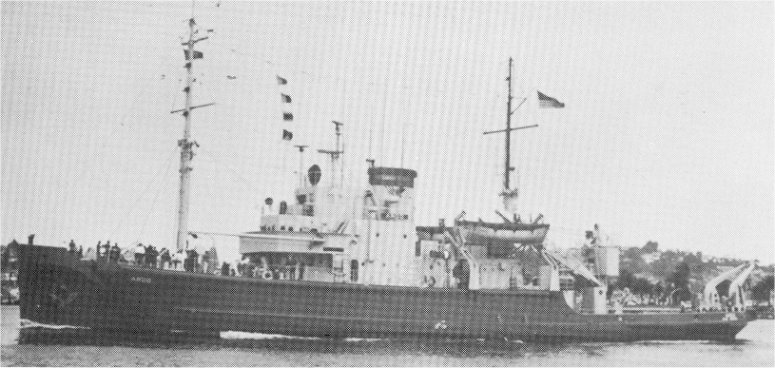
R/V Argo

Der südwestliche Abschnitt wird wiederum als Torres-Graben oder als Santa-Cruz-Graben bezeichnet. angegeben. Während der Monsoon-Expedition wurde 1960 von Bord des Forschungsschiffes R/V Argo am 1. Oktober in der Nähe der Insel Vanikoro eine Tiefe von 4695 Faden (8586 m) gelotet.  1962 wurde der Meeresboden in dieser Gegend dann gezielt im Rahmen der PROA Expedition des Scripps Institution of Oceanography kartographiert. Dabei wurde unweit von der 1960 entdeckten Position eine Tiefe von 5010 Faden (9162 m) ermittelt und diese Stelle wurde als Argo Deep- (Argotiefe) benannt. Am 2. Dezember 2021 erreichte der Texaner Victor Vescovo mit seinem Tiefsee-Tauchboot Limiting Factor als erster Mensch in 9142 m Tiefe die tiefste Stelle des Santa-Cruz-Grabens.